# Грейм, Богдан Богданович
Богдан (Давид) Богданович Грейм (1827 — 7 февраля 1885, Берди́чев, Киевская губерния) — русский художник и архитектор, назначенный в академики Императорской академии художеств. Городской архитектор Ялты, Бердичева.

## Биография
Родился в 1827 году. Вероятно, сын ксилографа Г. Грейма. Римокатолического вероисповедания. Учился в Императорской академии художеств в 1847—1852 годах в классе батальной живописи у Б. П. Виллевальде. Экспонировался на выставках в залах ИАХ в 1849 и 1851 годах. За годы учёбы неоднократно награждался медалями: в 1849 за картину «Расставание рекрута с отцом (Прощание молодого солдата с отцом)» — малой серебряной, в 1851 за картину «Солдаты на стоянке (Лейб-гвардии Московский полк на привале)» — большой серебряной. Экспонировался на выставках в залах ИАХ в 1849 и 1851 годах. Продолжил тему картиной «Возвращение сына» (1853, 46,5х39,5 см). В 1852 году получил звание художника по живописи XIV класса, в 1854 году звание неклассного (свободного) художника по архитектуре. В 1857 году за представленные в Совет ИАХ портреты получил звание «назначенного» в академики.
Губернский архитектор. Жил в Петербурге, снимал квартиру в особняке Рахманова по 2-й линии ВО.
Автор жанровых и батальных композиций, пейзажей. В 1860-е занимался перестройкой (расширением) доходных домов в Петербурге: на Лиговском проспекте, дома Сапожниковой — А. Н. Вейнера на Офицерской улице, на Большой Спасской улице. С 1870 года как городской архитектор работал в Ялте и других районах Крыма, позднее в Киеве и Бердичеве. Умер 26 января (7 февраля) 1885 года в Бердичеве Киевской губернии.
Творчество представлено во многих музейных собраниях, среди них — Государственный Русский музей, Военно-исторический музей артиллерии, инженерных войск и войск связи и другие.

## Известные постройки
- Доходный дом, город Санкт-Петербург, Лиговский проспект, 95, 1860[4]
- Доходный дом, город Санкт-Петербург, улица Красного Курсанта, д. 43 корпус 1, 1862 год, архитектор Грейм Б. Б.

- Дом Сапожниковой — Дом А. Н. Вейнера (по набережной канала Грибоедова, Петербург), 1811 — архитектор Стасов Василий Петрович, 1862—1863 — архитектор АХ Грейм Богдан Богданович — надстройка[5]
- Усадьба Меллер-Закомельских, Ялта, 1877.
- Проект усадьбы Г. И. Гирша в Ялте.
- Проект собственного дома архитектора и художника Б. Б. Грейма в татарском стиле, 1872

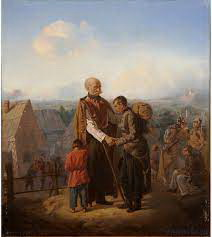
Грейм Б. Б. Расставание рекрута с отцом 1848, масло, 46,2×39. Малая серебряная медаль ИАХ 1849 года
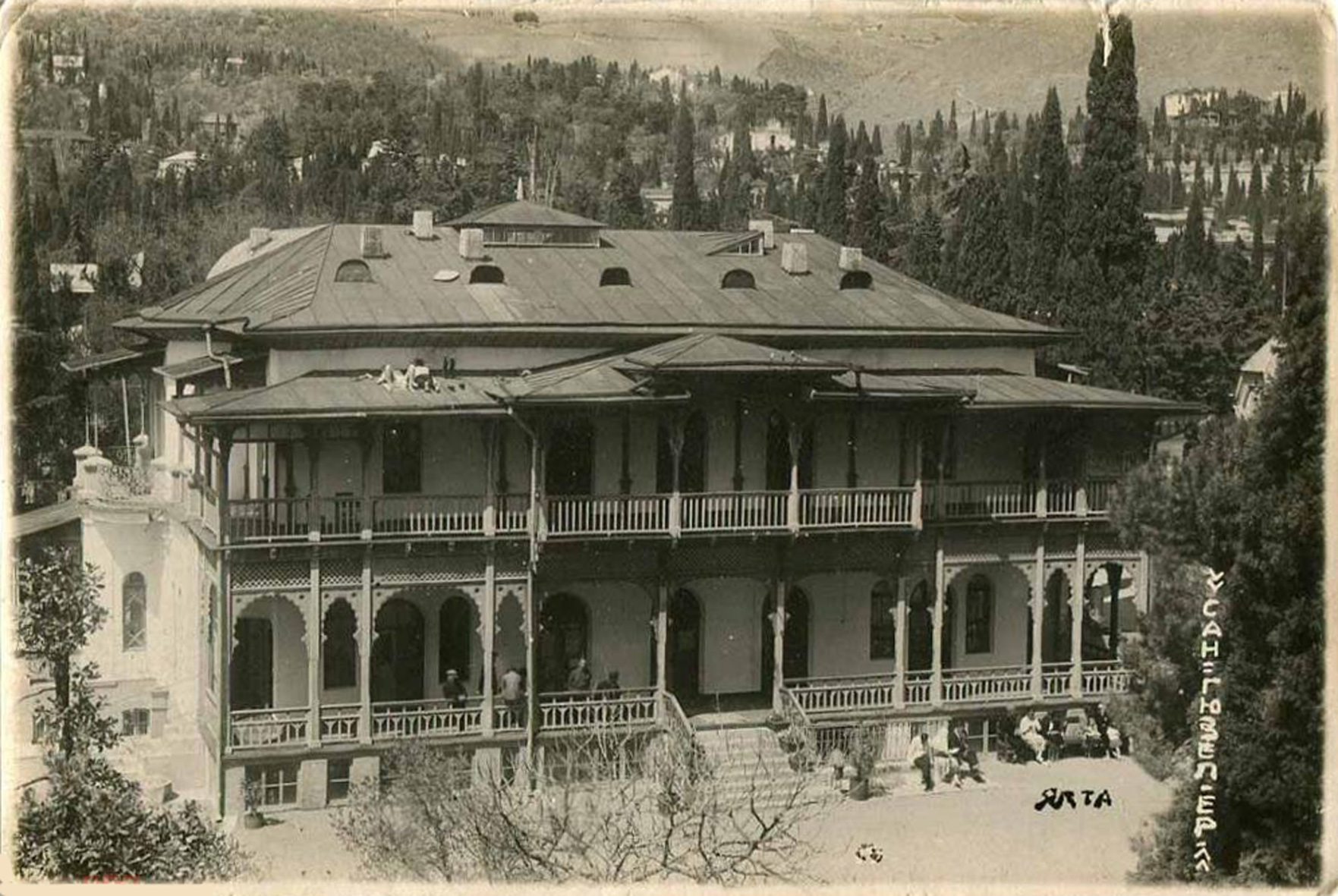
Усадьба Меллер-Закомельских, Ялта, 1877

## Семья
Сын — Александр Карл Богданович Грейм (29.08.1855, СПб — 11.09.1912), окончил Павловское военное училище. Военный следователь Виленского военного округа по Минскому учебному полку. Был судьей Сибирского военного округа. Генерал-лейтенант. Награды: Орден Станислава III степени (1893), Орден Святой Анны III степени (1896), Орден Станислава II степени (1901). 24 февраля 1896 года признан в потомственном дворянстве (по чину) и внесен во вторую часть Дворянской родословной книги Санкт-Петербургской губернии.
Жена — Ольга Фёдоровна Ганскау (1864—1896), внучка (по отцовской линии) — Якова Федоровича Ганскау и по материнской линии — Якова Ивановича Голубева, сестра М.Ф.Ганскау.
Их дети и внуки:
- Александр (1886—1918), офицер РИА[7]. Его сын — Игорь Александрович Грейм (1913—1986), участник Великой Отечественной войны[8], инженер, кандидат технических наук[9]. Женат на Нине Александровне Каретниковой (1918–2003)[10].
- Владимир (1889—1938), офицер РИА[11], в 1930-е годы арестован как «участник контрреволюционной террористической организации», приговорен к ВМН[12]. Его сын, Олег Владимирович Грейм (1921—1943), погиб в Великую Отечественную войну на Синявинских высотах[13].
- Николай (род.1891, ум. в детстве)
- Георгий (1894 —1915). Во время Первой мировой войны — вольноопределяющийся в Лейб-гвардии Финляндском полку[14].